# Wyścig Słowacji WTCC 2015
Wyścig Słowacji WTCC 2015 – szósta runda World Touring Car Championship w sezonie 2015. Rozegrała się w dniach 19-21 czerwca 2015 w miejscowości Orechová Potôň na torze Slovakiaring.

## Lista startowa
| Nr | Kierowca            | Zespół                          | Samochód                | Opony |
| -- | ------------------- | ------------------------------- | ----------------------- | ----- |
| 2  | Gabriele Tarquini   | Honda Racing Team JAS           | Honda Civic WTCC        | Y     |
| 3  | Tom Chilton         | ROAL Motorsport                 | Chevrolet RML Cruze TC1 | Y     |
| 4  | Tom Coronel         | ROAL Motorsport                 | Chevrolet RML Cruze TC1 | Y     |
| 5  | Norbert Michelisz   | Zengő Motorsport                | Honda Civic WTCC        | Y     |
| 7  | Hugo Valente        | Campos Racing                   | Chevrolet RML Cruze TC1 | Y     |
| 9  | Sébastien Loeb      | Citroën Total WTCC              | Citroën C-Elysée WTCC   | Y     |
| 10 | Nick Catsburg       | Lada Sport Rosneft              | Łada Vesta              | Y     |
| 11 | Grégoire Demoustier | Craft-Bamboo                    | Chevrolet RML Cruze TC1 | Y     |
| 12 | Robert Huff         | Lada Sport Rosneft              | Łada Vesta              | Y     |
| 18 | Tiago Monteiro      | Honda Racing Team JAS           | Honda Civic WTCC        | Y     |
| 25 | Mehdi Bennani       | Sébastien Loeb Racing           | Citroën C-Elysée WTCC   | Y     |
| 26 | Stefano D'Aste      | ALL–INKL.COM Münnich Motorsport | Chevrolet RML Cruze TC1 | Y     |
| 27 | John Filippi        | Campos Racing                   | Chevrolet RML Cruze TC1 | Y     |
| 29 | Néstor Girolami     | NIKA International              | Honda Civic WTCC        | Y     |
| 33 | Ma Qinghua          | Citroën Total WTCC              | Citroën C-Elysée WTCC   | Y     |
| 37 | José María López    | Citroën Total WTCC              | Citroën C-Elysée WTCC   | Y     |
| 46 | Jaap van Lagen      | Lada Sport Rosneft              | Łada Vesta              | Y     |
| 68 | Yvan Muller         | Citroën Total WTCC              | Citroën C-Elysée WTCC   | Y     |
| 70 | Maťo Homola         | Campos Racing                   | Chevrolet RML Cruze TC1 | Y     |
| Nr | Kierowca            | Zespół                          | Samochód                | Opony |

## Wyniki

### I Sesja treningowa
| Nr | Kierowca         | Konstruktor        | Czas     | Okr. |
| -- | ---------------- | ------------------ | -------- | ---- |
| 37 | José María López | Citroën Total WTCC | 2:05,201 | 2    |

### II Sesja treningowa
| Nr | Kierowca    | Konstruktor        | Czas     | Okr. |
| -- | ----------- | ------------------ | -------- | ---- |
| 68 | Yvan Muller | Citroën Total WTCC | 2:05,057 | 2    |

### Kwalifikacje
Źródło: fiawtcc.com
| Poz. | Nr | Kierowca            | Konstruktor           | Q1       | Q2       | Q3       | Poz. s. |
| --- | --- | ------------------- | --------------------- | -------- | -------- | -------- | ------- |
| 1 | 68 | Yvan Muller         | Citroën Total WTCC    | 2:04,921 | 2:04,248 | 2:03,736 | 1       |
| 2 | 37 | José María López    | Citroën Total WTCC    | 2:04,066 | 2:04,478 | 2:03,959 | 2       |
| 3 | 9 | Sébastien Loeb      | Citroën Total WTCC    | 2:04,853 | 2:04,570 | 2:04,583 | 3       |
| 4 | 12 | Robert Huff         | Lada Sport Rosneft    | 2:04,722 | 2:04,629 | 2:04,598 | 4       |
| 5 | 10 | Nick Catsburg       | Lada Sport Rosneft    | 2:04,755 | 2:04,729 | 2:04,905 | 5       |
| 6 | 7 | Hugo Valente        | Campos Racing         | 2:04,828 | 2:04,858 | -        | 6       |
| 7 | 33 | Ma Qinghua          | Citroën Total WTCC    | 2:04,691 | 2:05,012 | -        | 7       |
| 8 | 3 | Tom Chilton         | ROAL Motorsport       | 2:05,333 | 2:05,108 | -        | 8       |
| 9 | 2 | Gabriele Tarquini   | Honda Racing Team JAS | 2:05,286 | 2:05,312 | -        | 9       |
| 10 | 46 | Jaap van Lagen      | Lada Sport Rosneft    | 2:05,114 | 2:05,346 | -        | 10      |
| 11 | 70 | Maťo Homola         | Campos Racing         | 2:05,435 | 2:06,081 | -        | 11      |
| 12 | 25 | Mehdi Bennani       | Sébastien Loeb Racing | 2:05,466 | 2:06,103 | -        | 12      |
| 13 | 5 | Norbert Michelisz   | Zengő Motorsport      | 2:05,659 | -        | -        | 13      |
| 14 | 27 | John Filippi        | Campos Racing         | 2:05,691 | -        | -        | 14      |
| 15 | 4 | Tom Coronel         | ROAL Motorsport       | 2:05,729 | -        | -        | 15      |
| 16 | 26 | Stefano D'Aste      | Münnich Motorsport    | 2:06,191 | -        | -        | 16      |
| 17 | 18 | Tiago Monteiro      | Honda Racing Team JAS | 2:06,263 | -        | -        | 17      |
| 18 | 29 | Néstor Girolami     | Nika International    | 2:06,264 | -        | -        | 18      |
| Nie wystartowali / niedopuszczeni do ponownego startu | |                     |                       |          |          |          |         |
| | 11 | Grégoire Demoustier | Craft-Bamboo          | -        | -        | -        | 19      |
| Poz. | Nr | Kierowca            | Konstruktor           | Q1       | Q2       | Q3       | Poz. s. |
| \| Legenda \| Legenda \| \| ------------------------ \| ---------------------------------------------------------------------------------------------------------------------------------------------------------------------------------------------------------------------------------------------------------------- \| \| Poz. Nr Q1 Q2 Q3 Poz. s. \| Pozycja zajęta w sesji kwalifikacyjnej Numer startowy kierowcy Wynik uzyskany w pierwszej części kwalifikacji Wynik uzyskany w drugiej części kwalifikacji Wynik uzyskany w trzeciej części kwalifikacji Pozycja startowa po uwzględnięniu kar, przesunięć, itp. \| | |                     |                       |          |          |          |         |
| Legenda | |                     |                       |          |          |          |         |
| Poz. Nr Q1 Q2 Q3 Poz. s. | Pozycja zajęta w sesji kwalifikacyjnej Numer startowy kierowcy Wynik uzyskany w pierwszej części kwalifikacji Wynik uzyskany w drugiej części kwalifikacji Wynik uzyskany w trzeciej części kwalifikacji Pozycja startowa po uwzględnięniu kar, przesunięć, itp. |                     |                       |          |          |          |         |

### Wyścig 1

#### Wyścig
Źródło: Wyprzedź Mnie!
| P                 | + / –     | Nr | Kierowca            | Konstruktor           | Okr. | Czas / Strata | Komentarz |
| ----------------- | --------- | -- | ------------------- | --------------------- | ---- | ------------- | --------- |
| 1                 | Bez zmian | 68 | Yvan Muller         | Citroën Total WTCC    | 11   | 23:19,032     |           |
| 2                 | Bez zmian | 37 | José María López    | Citroën Total WTCC    | 11   | +0:01,749     |           |
| 3                 | Bez zmian | 9  | Sébastien Loeb      | Citroën Total WTCC    | 11   | +0:02,868     |           |
| 4                 | Bez zmian | 12 | Robert Huff         | Lada Sport Rosneft    | 11   | +0:12,282     |           |
| 5                 | 1         | 7  | Hugo Valente        | Campos Racing         | 11   | +0:16,882     |           |
| 6                 | 3         | 2  | Gabriele Tarquini   | Honda Racing Team JAS | 11   | +0:17,194     |           |
| 7                 | 1         | 3  | Tom Chilton         | ROAL Motorsport       | 11   | +0:21,737     |           |
| 8                 | 9         | 18 | Tiago Monteiro      | Honda Racing Team JAS | 11   | +0:25,131     |           |
| 9                 | 6         | 4  | Tom Coronel         | ROAL Motorsport       | 11   | +0:27,040     |           |
| 10                | 8         | 29 | Néstor Girolami     | Nika International    | 11   | +0:34,695     |           |
| 11                | 5         | 26 | Stefano D'Aste      | Münnich Motorsport    | 11   | +0:41,017     |           |
| 12                | 2         | 27 | John Filippi        | Campos Racing         | 11   | +0:45,612     |           |
| 13                | 2         | 70 | Maťo Homola         | Campos Racing         | 9    | +2 okr        |           |
| Niesklasyfikowani |           |    |                     |                       |      |               |           |
|                   |           | 33 | Ma Qinghua          | Citroën Total WTCC    | 8    |               |           |
|                   |           | 10 | Nick Catsburg       | Lada Sport Rosneft    | 8    |               |           |
|                   |           | 25 | Mehdi Bennani       | Sébastien Loeb Racing | 8    |               |           |
|                   |           | 46 | Jaap van Lagen      | Lada Sport Rosneft    | 8    |               |           |
|                   |           | 5  | Norbert Michelisz   | Zengő Motorsport      | 7    |               |           |
|                   |           | 11 | Grégoire Demoustier | Craft-Bamboo          | 1    |               |           |
| P                 | + / –     | Nr | Kierowca            | Konstruktor           | Okr. | Czas / Strata | Komentarz |

#### Najszybsze okrążenie
| Nr | Kierowca    | Konstruktor        | Czas     | Okr. |
| -- | ----------- | ------------------ | -------- | ---- |
| 68 | Yvan Muller | Citroën Total WTCC | 2:05,748 | 2    |

#### Prowadzenie w wyścigu
| Nr                              | Kierowca    | Okrążenia | Suma |
| ------------------------------- | ----------- | --------- | ---- |
| 68                              | Yvan Muller | 1-11      | 11   |
| \| Wykres \| \| ------ \| \| \| |             |           |      |
| Wykres                          |             |           |      |
|                                 |             |           |      |

### Wyścig 2

#### Wyścig
Źródło: Wyprzedź Mnie!
| P                 | + / –     | Nr | Kierowca            | Konstruktor           | Okr. | Czas / Strata | Komentarz |
| ----------------- | --------- | -- | ------------------- | --------------------- | ---- | ------------- | --------- |
| 1                 | 7         | 9  | Sébastien Loeb      | Citroën Total WTCC    | 11   | 23:26,146     |           |
| 2                 | 7         | 37 | José María López    | Citroën Total WTCC    | 11   | +0:03,188     |           |
| 3                 | 7         | 68 | Yvan Muller         | Citroën Total WTCC    | 11   | +0:07,626     |           |
| 4                 | 2         | 2  | Gabriele Tarquini   | Honda Racing Team JAS | 11   | +0:12,144     |           |
| 5                 | Bez zmian | 7  | Hugo Valente        | Campos Racing         | 11   | +0:16,266     |           |
| 6                 | 5         | 46 | Jaap van Lagen      | Lada Sport Rosneft    | 11   | +0:16,634     |           |
| 7                 | 5         | 25 | Mehdi Bennani       | Sébastien Loeb Racing | 11   | +0:18,793     |           |
| 8                 | 5         | 5  | Norbert Michelisz   | Zengő Motorsport      | 11   | +0:30,442     |           |
| 9                 | 8         | 18 | Tiago Monteiro      | Honda Racing Team JAS | 11   | +0:30,691     |           |
| 10                | 5         | 4  | Tom Coronel         | ROAL Motorsport       | 11   | +0:31,666     |           |
| 11                | 7         | 29 | Néstor Girolami     | Nika International    | 11   | +0:32,150     |           |
| 12                | 4         | 26 | Stefano D'Aste      | Münnich Motorsport    | 11   | +0:40,429     |           |
| 13                | 6         | 11 | Grégoire Demoustier | Craft-Bamboo          | 11   | +0:42,916     |           |
| 14                | Bez zmian | 27 | John Filippi        | Campos Racing         | 11   | +0:45,517     |           |
| 15                | 4         | 70 | Maťo Homola         | Campos Racing         | 11   | +0:45,690     |           |
| Niesklasyfikowani |           |    |                     |                       |      |               |           |
|                   |           | 3  | Tom Chilton         | ROAL Motorsport       | 8    |               |           |
|                   |           | 10 | Nick Catsburg       | Lada Sport Rosneft    | 8    |               |           |
|                   |           | 12 | Robert Huff         | Lada Sport Rosneft    | 8    |               |           |
|                   |           | 33 | Ma Qinghua          | Citroën Total WTCC    | 7    |               | [ 5 ]     |
| P                 | + / –     | Nr | Kierowca            | Konstruktor           | Okr. | Czas / Strata | Komentarz |

#### Najszybsze okrążenie
| Nr | Kierowca       | Konstruktor        | Czas     | Okr. |
| -- | -------------- | ------------------ | -------- | ---- |
| 9  | Sébastien Loeb | Citroën Total WTCC | 2:06,620 | 4    |

#### Prowadzenie w wyścigu
| Nr                              | Kierowca       | Okrążenia | Suma |
| ------------------------------- | -------------- | --------- | ---- |
| 46                              | Jaap van Lagen | 1-3       | 3    |
| 9                               | Sébastien Loeb | 3-11      | 8    |
| \| Wykres \| \| ------ \| \| \| |                |           |      |
| Wykres                          |                |           |      |
|                                 |                |           |      |